# Фите, Ориол
Ориол Фите Кастильо (кат. Oriol Fité Castillo; 2 февраля 1989) — андоррский футболист, защитник клуба «Экстременья». Выступал за юношеские сборные Андорры до 17 и до 19 лет, а также за молодёжную сборную до 21 года.

## Биография

### Клубная карьера
Воспитанник команды «Андорра». В сезоне 2007/08 играл за испанскую «Ла Бордету». В 2008 году защитник присоединился к «Альторрикону», который выступал в чемпионате Арагона. В составе команды играл на протяжении двух лет.
В мае 2010 года Фите стал игроком «Санта-Коломы» из чемпионата Андорры. В своём первом сезоне в команде стал чемпионом Андорры. Летом 2011 года дебютировал в еврокубках в выездной игре первого квалификационного раунда Лиги чемпионов против люксембургского «Ф91 Дюделанж». По сумме двух игр андоррцы уступили со счётом (0:4). Сезон 2011/12 завершился для «Санта-Коломы» вторым местом в Примера Дивизио. Летом 2012 года принял участие в двух играх квалификации Лиги Европы против хорватского «Осиека». Команда Фите уступила с общим счётом (1:4). Следующий сезон 2012/13 вновь завершился для «Санта-Коломы» серебряными медалями чемпионата, в Кубке Андорры команда дошла до полуфинала. В июле 2013 года Фите вновь сыграл в квалификации Лиги Европы, на этот раз андоррцы уступили в двух встречах исландскому «Брейдаблику» (0:4).
В последующих трёх сезонах, он вместе с командой становился победителем Примера Дивизио. Фите стал победителем Суперкубка Андорры 2015, «Санта-Колома» обыграла «Сан-Жулию» в серии пенальти. В сентябре 2016 года сыграл матче за Суперкубок Андорры, тогда «Унио Эспортива Санта-Колома» обыграла «Санта-Колому» с минимальным счётом (0:1).

### Карьера в сборной
Выступал за юношескую сборную Андорры до 17 лет и провёл в её составе четыре матча. За сборную до 19 лет сыграл шесть игр. С 2009 года по 2010 год провёл пять поединков за молодёжную сборную Андорры до 21 года под руководством Хусто Руиса в рамках квалификации на чемпионате Европы 2011.
В июле 2012 года сыграл за национальную сборную Андорры в товарищеской игре против клуба «Реус Депортиу» (1:2). В сентябре 2013 года вызывался в сборную на матчи квалификации чемпионата мира 2014 против Турции и Нидерландов. В следующем месяце Фите готовился вместе с командой к игре с Румынией. В сентябре 2014 года вызывался в сборную Андорры на матч квалификации чемпионата Европы 2016 против Уэльса. В следующем месяце вновь был приглашён в сборную на игру против Бельгии. В марте 2015 года приглашался на игру против Боснии и Герцеговины.

## Достижения
«Санта-Колома»
- Чемпион Андорры (5): 2010/11, 2013/14, 2014/15, 2015/16, 2016/17
- Серебряный призёр чемпионата Андорры (2): 2011/12, 2012/13
- Обладатель Суперкубка Андорры (1): 2015